# Amadou Thiam
Pour les articles homonymes, voir Amadou Thiam (homme politique malien) et Thiam.
Amadou Thiam, né le 5 août 1923 à Dakar et mort à Rabat le 6 janvier 2009, est un homme politique, journaliste et diplomate ivoirien.

## Biographie
Originaire du Sénégal, Amadou Thiam a choisi tôt de vivre en Côte d'Ivoire.
Journaliste à Radio Côte d'Ivoire depuis 1956, Amadou Thiam en devient directeur en 1959. Il est brièvement ministre de l'Information en Côte d'Ivoire du gouvernement constitué le 15 février 1963, puis devient ambassadeur au Maroc en 1966, et revient comme ministre de l'Information en 1978.
Après la mort de Félix Houphouët-Boigny, il reprend son poste au Maroc.